# Pareurythoe borealis
Pareurythoe borealis är en ringmaskart som först beskrevs av Michael Sars 1862.  Pareurythoe borealis ingår i släktet Pareurythoe och familjen Amphinomidae. Arten är reproducerande i Sverige. Inga underarter finns listade i Catalogue of Life.